# Maripá de Minas
Maripá de Minas é um município brasileiro do estado de Minas Gerais. Sua população recenseada em 2022 era de 3 387 habitantes. 

## História
Maripá de Minas, distrito criado com a denominação de Maripá em 1890/1891 e subordinado ao município de Guarará, foi elevado à categoria de município pela lei estadual nº 2764 em 30 de dezembro de 1962 (instalado em 1 de março de 1963).

## Educação
Maripá de Minas, tem índice de analfabetismo baixo em relação a população. Na cidade a educação é pública, sendo escolas municipais e uma estadual. A Escola Municipal Antônio Ferreira Martins, inaugurada na década de 50, é o berço educacional do município, atendendo a maioria dos estudantes do município que oferece o ensino fundamental. No município a Escola Hilda Lobão Rezende, é de representação no pré-escolar de crianças de até 6 anos. O Ensino Médio é oferecido pela Escola Estadual de Ensino Médio de Maripá de Minas, recentemente nomeada Escola Estadual Prefeito Walter Trezza, coabita o prédio com a escola municipal e desde sua criação, possui IDEP acima dos parâmetros estadual e nacional. A Escola Prefeito Walter Trezza oferece os curso de Ensino Médio e Magistério.

## Cultura
No município a representação cultural está no Instituto Maestro José Caetano de Oliveira, a Casa da Cultura. A cultura local também está ligada a festas populares e religiosas, como por exemplo o marco cultural do carnaval maripaense o Boi Laranja, e a "Mulinha". É também vasto o patrimônio material do município, com fazendas históricas e predios tombados pelo IPHAN.